# جورج ناش (مجدف)
جورج نـاش (بالإنجليزية: George Nash)‏ هو مجدف بريطاني، ولد في 2 أكتوبر 1989 في غلدفورد في المملكة المتحدة.

## وصلات خارجية
- جورج نـاش على موقع الاتحاد الدولي للتجديف (الإنجليزية)
- جورج نـاش على موقع اللجنة الأولمبية الدولية (الإنجليزية)
- جورج نـاش على موقع أوليمبيديا (الإنجليزية)
- جورج نـاش على موقع اللجنة الأولمبية البريطانية (الإنجليزية)